# Lo carril de Vilanova
Lo carril de Vilanova va ser la primera publicació catalana periòdica de Vilanova i la Geltrú. Tenia per objectiu connectar amb les classes populars mitjançant el llenguatge i les temàtiques tractades i defensades. Van sortir al carrer dotze números.

## Origen
Va néixer el 15 de juny de 1879 i la seva periodicitat va ser setmanal fins a l'11 d'agost de 1879. El seu director va ser Josep Verdú i Feliu Gestus.

## Història
Lo carril de Vilanova, que valia dos quartos, tenia un subtítol que deia “Farà, al menos un viatge cada setmana”. La defensa del catalanisme a través dels ideals de Lo carril de Vilanova concorda perfectament amb l'esperit del seu fundador, proper a les tesis de Valentí Almirall. La definició de dir-ho tot, per definir-se catalanistes del primer exemplar, es pot considerar com una declaració de globalitat del catalanisme, si entenem que Lo carril de Vilanova va ser un periòdic que es decantava clarament per la defensa dels interessos socials i de les classes populars. La desaparició del periòdic a mans de les denúncies del fiscal fa suposar que la seva actitud, queda plenament demostrada en la lectura d'alguns dels seus números, no era pas del grat de les classes benestants de l'època.

## Contingut
El periòdic era ple d'humor i de fina ironia i el seu plantejament lúdic de la premsa va fer que arribés a la majoria de la població d'aleshores. El seu principal objectiu era connectar amb les classes populars. El llenguatge planer emprat per Verdú era una de les causes més clares de la popularitat de l'autor i de la seva obra. La portada de Lo carril de Vilanova anava sempre il·lustrada amb algun dibuix de caràcter satíric que feia referència a alguna de les situacions criticables de la vila o senzillament era un simple acudit per demostrar la manca de llibertat de premsa. A l'interior, a la seva segona plana hi havia un editorial que era el reflex de l'opinió del grup de Verdú, generalment era una crítica mordaç però benintencionada, amb llenguatge fi i irònic que deixava entendre més del que deia. Acompanyaven la següent plana les informacions de caràcter general, donades amb un to alegre i informal, i diversos poemes. La darrera plana estava dedicada generalment a xarades, endevinalles, poemes curts satírics i un "geroglífich" que anava donant els resultats d'una setmana a l'altra.
Lo carril de Vilanova tenia una acurada presentació i impressió, amb una qualitat extraordinària en els gravats. Era imprès als tallers gràfics de Josep A. Milà que tenia el seu obrador al carrer de Sant Gregori 15 de Vilanova i la Geltrú. El nom de la publicació fa referència a les obres del ferrocarril entre Barcelona - Vilanova i Valls. El periòdic estava dividit en seccions que portaven noms relacionats amb el ferrocarril: vagons (per les notícies locals), xiulet o equipatges.

## Primer exemplar
En el seu primer número, el 15 de juny de 1879, Verdú i tots els seus companys de redacció subscriuen una declaració de principis en forma d'editorial i així es pot llegir: "Lo carril de Vilanova no segueix un home sinó una idea, no pas com el que fa el 'Diari de Vilanova' seguint a en Sagasta, 'La Campana de Gràcia' a en Castelar i la 'Revista Popular' a Lleó XIII". Amb aquesta definició quedava ben clar que Lo carril de Vilanova es movia per una idea superior a la de seguir una personalitat. La idea superior d'una persona queda reflectida quan es diu: "Nostra via és la del progrés; endavant i tora, som catalans debò i això ho diu tot. Estimem Catalunya, veus-ho aquí."

## Darrer exemplar
El darrer va ser a l'11 d'agost de 1879. La desaparició de la publicació va ser deguda a una prohibició per part de les autoritats per causa de la influència de determinats elements. Aquest és el darrer editorial de Lo carril de Vilanova: "Catalans, si senyors, per això és que no titubeijem en dirvoslo que fa'l motiu de certas ordres de certas influencies y en dirvos que los que sou aymants del retrocés, vos podeu menjar un pollastre, ja que Vilanova's quedará sense un setmanari que si gran progrés no era per sa valua, ho era si per lo contrari que ha sigut sempre de los contraris del progrés."
Uns anys més tard de la desaparició de Lo carril de Vilanova, el febrer de 1881 naixeria el segon periòdic de Verdú a Vilanova, Lo xiulet del carril.

## Capçalera
A la seva capçalera s'hi pot observar en primer terme un ferrocarril, i en segon terme edificis emblemàtics de la ciutat com el campanar de Vilanova o la façana de les Neus de l'església de Sant Antoni. Se'n desconeix l'autoria.